# 哥倫比亞航空052號班機空難
哥倫比亞航空052號班機是從哥倫比亞首都波哥大的艾多拉杜國際機場飞行至美國紐約的肯尼迪國際機場，经停麦德林的荷西·玛利亚·科尔多瓦国际机场（西班牙語：Aeropuerto Internacional José María Córdova）。1990年1月25日，這架波音707-321B按照正常程序飞行，最后却墜毀於紐約長島的Cove Neck。机上全部人员中85人幸存，其余73名乘客及9名机组成员中8人不幸罹難。

## 最後一分鐘

失事班機的座位圖

1990年1月25日，哥倫比亞航空052號班機因霧而無法降落在肯尼迪国际機場，因為機長英文能力差，所以所有溝通部分均由副機長負責。這時，剩余燃料只允许他們飛至波士頓國際機場进行备降。77分鐘後，紐約的航管員询問他們還能盤旋等候多久，副機長回答說「……大概還能再飛5分鐘」，接著，副機長询問其是否可以在波士頓国际机场降落，机组在空中已经盘旋等待了很久，飛機已經快沒燃料了；於是航管員许可他們降落在甘迺迪國際機場22L跑道。
正當052號班機使用ILS盲降进近時，他們發現，在500英尺（150）以下有低空風切，使他們的飛機低於下滑道的接收範圍，差點墜毀。這時，航管員表示1,500英尺（460）以下有風切警告，但飛機的燃料已經無法再次降落了。這時，機組員收到了燃料不足警告，副機長和航管員說：「我們的燃料已經不足了。」之後，航管員要他們爬升，副機長再說一次：「不行，燃料已經不夠了。」
片刻之後，四號引擎熄火了，之後，其他引擎陸續熄火。機上失去了來自引擎的主供電系統，就只剩下來自電池的電源來維持飛機上最基本的供電設備，可是飛機上非必要的用電設施全被自動切斷電源，機艙頓時漆黑一片。數秒鐘後，这架飛機終於因四個引擎全部失去動力，墜毀於紐約長島以北的Cove Neck的一個小山丘上，當時飛機距離波士顿国际機場還有24公里。
飛機墜地後，滑落一個小鎮的小山，機身從中間斷為兩截，駕駛室甚至撞入一間房屋。由於飛機是因燃料耗盡而墜毀，因此飛機殘骸並沒有爆炸起火，或許因此拯救了這航班的85人。但是，仍然有73人在這次事故中不幸罹難。9名機組人員中，8名機組員不幸罹難身亡，包含正副機長，僅一名座艙長生還。

### 事故之後
哥伦比亚航空052航班的救援活动相当艰难，因为飞机的墜毀地點險峻，救援人员难以抵达，并且惡劣的天气和黑夜使得整个救援雪上加霜。飞机的驾驶舱在坠毁时已经折断，并落在离机身残骸100英尺（30）外的一个无人的房屋附近。

### 原因及後續調查
美國國家運輸安全委員會的報告斷定，肇因是機員失誤。機員從來沒有在與塔台對話中，明確地說明飛機燃料已經不足。當時，副駕駛只表示須獲得「優先降落許可」（priority），而沒有使用緊急求救用語（Mayday或Emergency）。這是因為在西班牙語中，的意思是第一順位，有快來協助我、解救我的危機、我現在就需要你的幫忙的意思，以西班牙語為母語的副機長認為priority就等同於英語的Mayday或Emergency。所以副機長沒有以英語跟航管員示意飛機進入緊急狀態，因此航管員沒有了解飛機已沒燃油而一直沒有給予該班機優先降落許可，再加上機場附近出現風切變，更令事情變得雪上加霜。而機長缺乏英文能力，聽不懂副機長與航管對話的英文內容（黑盒子內透露機長曾多次要求副機長代為傳話給航管），因此無法接手通信，飛機劫數難逃。
可是哥倫比亞航空卻認為航管員亦有責任，他們認為航管員不理解機員的意思亦是一種疏忽。他們更揚言要控告美國聯邦航空局。但聯邦航空局則反指是哥倫比亞航空的機員在出事前一分鐘，從沒有向航管員報告飛機燃油已耗盡，並給予優先降落許可，否則航管員一定會作出適當配合。同時他們指出機員根本沒有把握轉向波士頓機場降落的機會，只要他們在出事前45分鐘內轉向波士頓，航管員亦不會誤解機員當時的情況。
事實上航管員也需負上部份責任。當時分別有四名航管員負責引導52號班機進場，但在交接期間，航管員都沒有盡義務向接手的另一名航管員報告班機燃料不足的情形，令英語能力不佳的哥倫比亞航空52號班機機員需多次重覆飛機當時的狀況。
最終根據協議，聯邦航空局需支付給空難中罹難者家屬及受傷搭客40%賠償，剩下的60%由哥倫比亞航空負責。
此事除了涉事的機員及航管的因素外，也包含許多外來因素及天候惡劣的不可抗力因素，因此並未有任何改善方案或建議能防止此类悲劇再次发生。

## 相關事故
- 復興航空222號班機空難

## 大眾文化
- 空中浩劫的第2季也有選用這次事故，片名為Missing Over New York (Deadly Delay)（第5集）
- 報導這次事故的新聞畫面也有在2004年的電影明天過後出現過。但電影中的報告是說這架飛機是遭遇龍捲風墜毀的。

## 外部連結
- 事故描述–Aviation-Safety.net（页面存档备份，存于）
- Air disaster.com pictures of the crash site
- HK-2016（页面存档备份，存于） Avanica航空52號班機的照片